# Corythaica bellula
Corythaica bellula är en insektsart som beskrevs av Torre-bueno 1917. Corythaica bellula ingår i släktet Corythaica och familjen nätskinnbaggar. Inga underarter finns listade i Catalogue of Life.